# Pteroglossus azara
A Pteroglossus azara a madarak (Aves) osztályának harkályalakúak (Piciformes) rendjébe, ezen belül a tukánfélék (Ramphastidae) családjába tartozó faj.

## Előfordulása
Brazília Bolívia, Kolumbia, Ecuador, Peru és Venezuela honos.

## Alfajai
- Pteroglossus azara azara (Vieillot, 1819)
- Pteroglossus azara flavirostris Fraser, 1841

Korábban a Pteroglossus mariae nevű tukánfajt is ennek a madárnak az alfajának vélték.

## Megjelenése
A csőre csontszínű.